# Mekseb Debesay
Mekseb Debesay Abrha (Tsazega, 15 de junio de 1991) es un ciclista eritreo. Su hermano, Fregalsi Debesay, fue también ciclista profesional.

## Palmarés
2011
- 1 etapa del Tour de Eritrea

2012
- 1 etapa del Tour de Eritrea

2013
- Tour de Eritrea
- 1 etapa del Fenkel Northern Redsea

2014
- Tour de Argelia, más 1 etapa
- 1 etapa del Tour de Sétif
- 2.º en el Campeonato de Eritrea Contrarreloj
- Gran Premio de Chantal Biya, más 1 etapa
- 2 etapas del Tour de Ruanda
- UCI Africa Tour

2015
- Tour de Blida, más 1 etapa
- Critérium Internacional de Sétif
- 1 etapa del Tour de Sétif
- 1 etapa del Tour de Faso
- 2 etapas del Tour de Ruanda

2016
- 3.º en el Campeonato Africano en Ruta

2017
- 1 etapa del Tour de Langkawi[1]
- Campeonato de Eritrea Contrarreloj

2018
- Campeonato Africano Contrarreloj

2019
- Campeonato Africano en Ruta
- 2.º en el Campeonato de Eritrea Contrarreloj

## Resultados en Grandes Vueltas y Campeonatos del Mundo
Durante su carrera deportiva consiguió los siguientes puestos en las Grandes Vueltas y en los Campeonatos del Mundo:
| Carrera              | Carrera              | 2014 | 2015 | 2016 | 2017 | 2018 | 2019 | 2020 | 2021 |
| -------------------- | -------------------- | ---- | ---- | ---- | ---- | ---- | ---- | ---- | ---- |
|                      | Giro de Italia       | —    | —    | —    | —    | —    | —    | —    | —    |
|                      | Tour de Francia      | —    | —    | —    | —    | —    | —    | —    | —    |
|                      | Vuelta a España      | —    | —    | —    | —    | —    | —    | —    | —    |
| Mundial en Ruta      | Mundial en Ruta      | Ab.  | Ab.  | Ab.  | Ab.  | —    | Ab.  | —    | —    |
| Mundial Contrarreloj | Mundial Contrarreloj | —    | 49.º | 46.º | —    | —    | —    | —    | —    |

—: no participa

Ab.: abandono